# Elecciones provinciales de Santiago del Estero de 1991
Las elecciones generales de la provincia de Santiago del Estero de 1991 tuvieron lugar el 27 de octubre de 1991. El resultado estableció que Carlos Aldo Mujica fuera electo gobernador.

## Reglas electorales
- Gobernador y vicegobernador electos por doble voto simultáneo.
- 22 diputados, la mitad de los miembros de la Cámara de Diputados Provincial. Electos por toda la provincia con dos tercios de las bancas reservadas para el partido más votado y el resto a los demás partidos, en proporción de los votos que hubieren logrado, usando doble voto simultáneo.

## Resultados

### Gobernador y vicegobernador
| Lema                  | Lema                                                        | Sublema                           | Fórmula               | Fórmula               | Sublema               | Sublema               | Lema    | Lema  |
| Lema                  | Lema                                                        | Sublema                           | Gobernador            | Vicegobernador        | Votos                 | %                     | Votos   | %     |
| --------------------- | ----------------------------------------------------------- | --------------------------------- | --------------------- | --------------------- | --------------------- | --------------------- | ------- | ----- |
|                       | Alianza Justicialista                                       | Frente de la Corriente Renovadora | Carlos Aldo Mujica    | Fernando Martín Lobo  | 84.635                | 50,49                 | 167.617 | 55,13 |
| Juárez Vuelve         | Alianza Justicialista                                       | Carlos Juárez                     |                       | 77.034                | 45,96                 |                       | 167.617 | 55,13 |
| Revolución Productiva | Alianza Justicialista                                       | William Otrera                    |                       | 5948                  | 3,55                  |                       | 167.617 | 55,13 |
|                       | Unión Cívica Radical - Movimiento                           | —                                 | José Zavalía          |                       | —                     | —                     | 133.664 | 43,96 |
|                       | Unidad Socialista                                           | —                                 |                       |                       | —                     | —                     | 695     | 0,23  |
|                       | Movimiento al Socialismo                                    | —                                 |                       |                       | —                     | —                     | 670     | 0,22  |
|                       | Cambio y Justicia                                           | —                                 |                       |                       | —                     | —                     | 634     | 0,21  |
|                       | Movimiento de la Unidad de la Izquierda - Partido Comunista | —                                 |                       |                       | —                     | —                     | 513     | 0,13  |
|                       | Acción Popular                                              | —                                 |                       |                       | —                     | —                     | 262     | 0,09  |
| Votos positivos       | Votos positivos                                             | Votos positivos                   | Votos positivos       | Votos positivos       | Votos positivos       | Votos positivos       | 304.055 | 99,58 |
| Votos en blanco       | Votos en blanco                                             | Votos en blanco                   | Votos en blanco       | Votos en blanco       | Votos en blanco       | Votos en blanco       | 701     | 0,23  |
| Votos anulados        | Votos anulados                                              | Votos anulados                    | Votos anulados        | Votos anulados        | Votos anulados        | Votos anulados        | 332     | 0,11  |
| Diferencia de actas   | Diferencia de actas                                         | Diferencia de actas               | Diferencia de actas   | Diferencia de actas   | Diferencia de actas   | Diferencia de actas   | 332     | 0,11  |
| Participación         | Participación                                               | Participación                     | Participación         | Participación         | Participación         | Participación         | 305.345 | 70,16 |
| Electores registrados | Electores registrados                                       | Electores registrados             | Electores registrados | Electores registrados | Electores registrados | Electores registrados | 435.196 | 100   |
| Fuente:               |                                                             |                                   |                       |                       |                       |                       |         |       |

### Cámara de Diputados
| ← 1989 · Cámara de Diputados · 1993 → | ← 1989 · Cámara de Diputados · 1993 →                       | ← 1989 · Cámara de Diputados · 1993 → | ← 1989 · Cámara de Diputados · 1993 → | ← 1989 · Cámara de Diputados · 1993 → | ← 1989 · Cámara de Diputados · 1993 → | ← 1989 · Cámara de Diputados · 1993 → | ← 1989 · Cámara de Diputados · 1993 → | ← 1989 · Cámara de Diputados · 1993 → |
| Lema                                  | Lema                                                        | Sublema                               | Sublema                               | Sublema                               | Sublema                               | Lema                                  | Lema                                  | Lema                                  |
| Lema                                  | Lema                                                        | Sublema                               | Votos                                 | %                                     | Bancas                                | Votos                                 | %                                     | Bancas                                |
| ------------------------------------- | ----------------------------------------------------------- | ------------------------------------- | ------------------------------------- | ------------------------------------- | ------------------------------------- | ------------------------------------- | ------------------------------------- | ------------------------------------- |
|                                       | Alianza Justicialista                                       | Frente de la Corriente Renovadora     | 80.116                                | 49,27                                 | 10/22                                 | 162.597                               | 54,92                                 | 15/22                                 |
| Juárez Vuelve                         | Alianza Justicialista                                       | 75.577                                | 46,48                                 | 5/22                                  |                                       | 162.597                               | 54,92                                 | 15/22                                 |
| Revolución Productiva                 | Alianza Justicialista                                       | 6904                                  | 4,25                                  | —                                     |                                       | 162.597                               | 54,92                                 | 15/22                                 |
|                                       | Unión Cívica Radical - Movimiento                           | —                                     | —                                     | —                                     | —                                     | 129.471                               | 43,73                                 | 7/22                                  |
|                                       | Cambio y Justicia                                           | —                                     | —                                     | —                                     | —                                     | 926                                   | 0,31                                  |                                       |
|                                       | Unidad Socialista                                           | —                                     | —                                     | —                                     | —                                     | 920                                   | 0,31                                  |                                       |
|                                       | Movimiento al Socialismo                                    | —                                     | —                                     | —                                     | —                                     | 740                                   | 0,25                                  |                                       |
|                                       | Movimiento de la Unidad de la Izquierda - Partido Comunista | —                                     | —                                     | —                                     | —                                     | 576                                   | 0,19                                  |                                       |
|                                       | Partido Blanco de los Jubilados                             | —                                     | —                                     | —                                     | —                                     | 519                                   | 0,18                                  |                                       |
|                                       | Acción Popular                                              | —                                     | —                                     | —                                     | —                                     | 325                                   | 0,11                                  |                                       |
| Votos positivos                       | Votos positivos                                             | Votos positivos                       | Votos positivos                       | Votos positivos                       | Votos positivos                       | 296.074                               | 96,96                                 |                                       |
| Votos en blanco                       | Votos en blanco                                             | Votos en blanco                       | Votos en blanco                       | Votos en blanco                       | Votos en blanco                       | 1099                                  | 0,36                                  |                                       |
| Votos anulados                        | Votos anulados                                              | Votos anulados                        | Votos anulados                        | Votos anulados                        | Votos anulados                        | 322                                   | 0,11                                  |                                       |
| Diferencia de actas                   | Diferencia de actas                                         | Diferencia de actas                   | Diferencia de actas                   | Diferencia de actas                   | Diferencia de actas                   | 7850                                  | 2,57                                  |                                       |
| Participación                         | Participación                                               | Participación                         | Participación                         | Participación                         | Participación                         | 305.345                               | 70,16                                 |                                       |
| Electores registrados                 | Electores registrados                                       | Electores registrados                 | Electores registrados                 | Electores registrados                 | Electores registrados                 | 435.196                               | 100                                   |                                       |
| Fuente:                               |                                                             |                                       |                                       |                                       |                                       |                                       |                                       |                                       |